# 啊，上帝，我们的力量
《啊，上帝，我们的力量》（斯瓦希里語：Ee Mungu Nguvu Yetu）是东非国家肯尼亚的國歌，採用於1963年12月15日该国独立后。

## 歌詞
以下列出本歌的斯瓦希里語與中文歌词版本。
於奧林匹克運動會中, 只會奏出第一及第三節。

## 外部連結
- Kenya: Ee Mungu Nguvu Yetu - Audio of the national anthem of Kenya, with information and lyrics（页面存档备份，存于）
- Kenya Flag and Anthem（页面存档备份，存于）
- - Land of the Lion（页面存档备份，存于）
- - Ee Mungu Nguvu Yetu